# Michael Copon

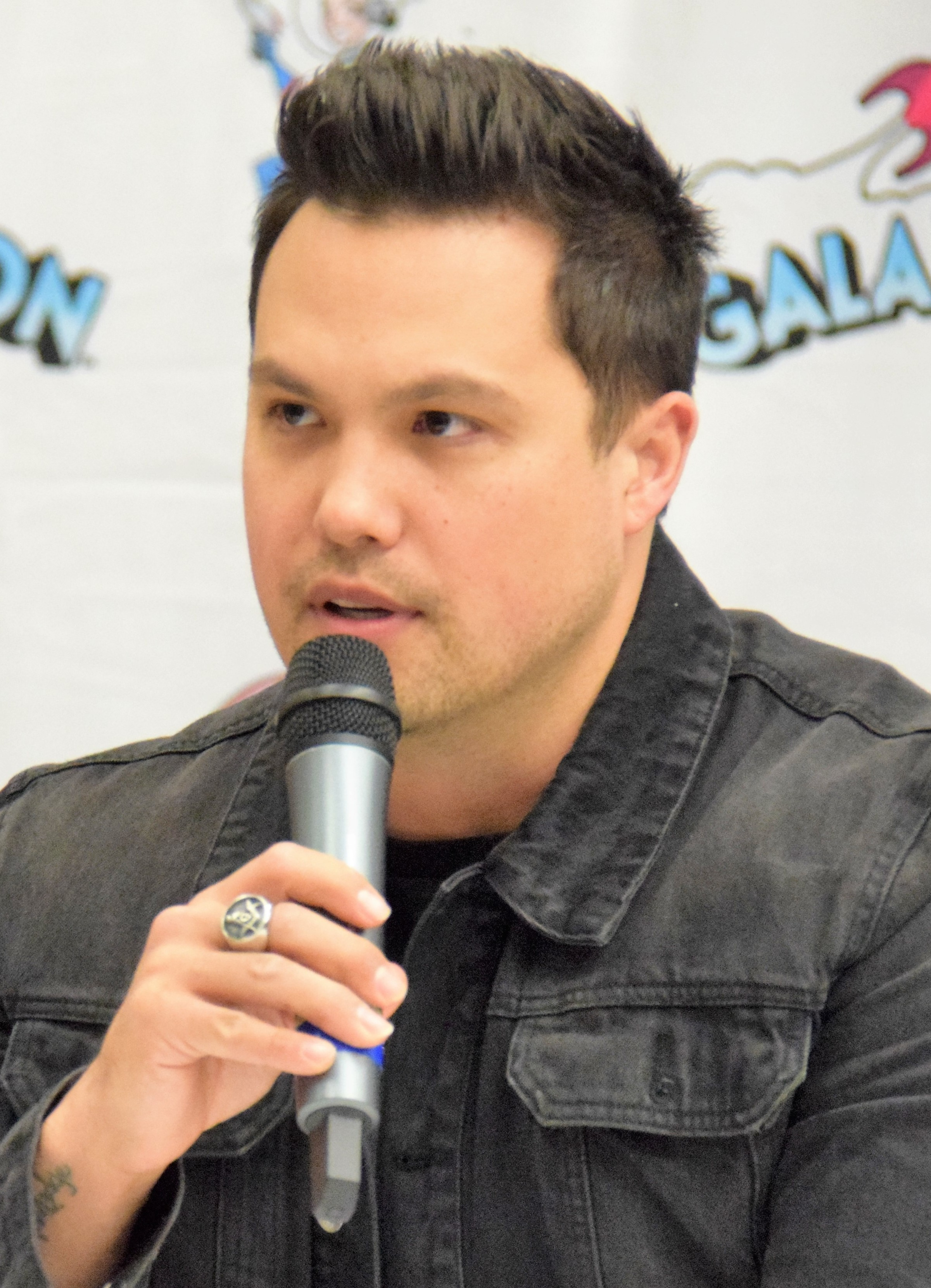
Michael Copon (2020)

Michael Sowell Copon (* 13. November 1982 in Chesapeake, Virginia) ist ein US-amerikanischer Schauspieler, Model und Sänger. Bekanntheit erlangte er vor allem durch die Rollen des Felix Taggaro in der Fernsehserie One Tree Hill und des Lucas Kendall in Power Rangers: Time Force.

## Leben
Copon wurde 1982 als Sohn eines filipino-amerikanischen Vaters und einer deutschamerikanischen Mutter geboren. Nachdem er 2000 seinen Abschluss an der Deep Creek High School gemacht hatte, wurde er von Fox Kids Network für die Rolle des blauen Power Rangers Lucas gecastet. Während dieser Zeit arbeitete er auch als Model für Zeitschriften in Los Angeles. Vom Magazin People wurde er 2005 als einer der „50 Hottest Bachelors“ bezeichnet.
Danach folgte seine Rolle als Felix in der Fernsehserie One Tree Hill (2004/2005). Außerdem hatte er Auftritte in Scrubs – Die Anfänger, Reno 911!, Raven blickt durch sowie Even Stevens und spielte in den Filmen All You’ve Got und Sideliners. In den Jahren 2006 bis 2009 war er Co-Star in der Serie Beyond the Break. Am 28. August 2008 erschien der Film Scorpion King: Aufstieg eines Kriegers. Copon ist dort in der Rolle des Mathayus zu sehen. Er ersetzte in diesem Prequel zu The Scorpion King Dwayne Johnson.

## Filmografie (Auswahl)
- 2002: Power Rangers: Time Force (Fernsehserie, 40 Episoden)
- 2002: Power Rangers: Wild Force (Fernsehserie, zwei Episoden)
- 2003: Even Stevens (Fernsehserie, eine Episode)
- 2004–2005: One Tree Hill (Fernsehserie, elf Episoden)
- 2005: Dishdogz
- 2005: Room Raiders
- 2005: Reno 911!
- 2005: Scrubs – Die Anfänger (Scrubs, Fernsehserie, eine Episode)
- 2005/2007: Raven blickt durch (That’s So Raven, Fernsehserie)
- 2006: Sideliners
- 2006: All You’ve Got
- 2006: Elevator
- 2006: Beyond the Break (Fernsehserie, 15 Episoden)
- 2007: Girls United: Alles auf Sieg (Bring It On: In It to Win It)
- 2008: Scorpion King: Aufstieg eines Kriegers (The Scorpion King: Rise of a Warrior)
- 2008: Greek
- 2009: CSI: Miami (Fernsehserie, eine Episode)
- 2009: Beyond the Break (Fernsehserie, 21 Episoden)
- 2009: Night of the Demons
- 2010: Hawaii Five-0 (Fernsehserie, eine Episode)
- 2011: Hot 247°F – Todesfalle Sauna (247°F)
- 2012: Music High
- 2013: Killer Holiday
- 2015: A Perfect Vacation
- 2016: Worth the Price
- 2017: Black Creek
- 2018: Affairs of State
- 2018–2020: The Bay (Fernsehserie, neun Episoden)
- 2019: Dystopia (Fernsehserie, acht Episoden)
- 2020: Beaus of Holly (Fernsehfilm)
- 2022: As Good as Dead
- 2023: 1521